# Parahypozetes bidentatus
Parahypozetes bidentatus är en kvalsterart som först beskrevs av Hammer 1967.  Parahypozetes bidentatus ingår i släktet Parahypozetes och familjen Austrachipteriidae. Inga underarter finns listade i Catalogue of Life.